# Польська Балтійська філармонія імені Фридерика Шопена
Польська Балтійська філармонія імені Фридерика Шопена (пол. Polska Filharmonia Bałtycka im. Fryderyka Chopina w Gdańsku) — концертна організація і зал, розташований в Гданську (Польща) на острові Оловянка (пол. Ołowianka).

## Колектив
Заснуванням філармонії вважається створення 1945 у році муніципального симфонічного оркестру. Перший концерт відбувся 29 вересня в Сопоті. У 1949 році оркестр був націоналізований і отримав назву «Державна Балтійська філармонія». У 1953 році він був об'єднаний з оперною студією, структура отримала назву «Державна балтійська опера та філармонія» (Państwowa Opera i Filharmonia Bałtycka, POiFB).
У 1993 році Балтійська філармонія та Балтійська опера виділилися як самостійні структури. У складі філармонії, окрім симфонічного оркестру діють також ряд камерних колективів: Балтійський квартет, струнний квартет «Чотири кольори» (пол. Cztery Kolory), Балтійський духовий квінтет (пол. Bałtycki Kwintet Dęty), квінтет мідних духових інструментів Hevelius Brass та інші. Генеральним директором Балтійської філармонії з 1992 року є відомий органіст Роман Перуцький.

## Будівля

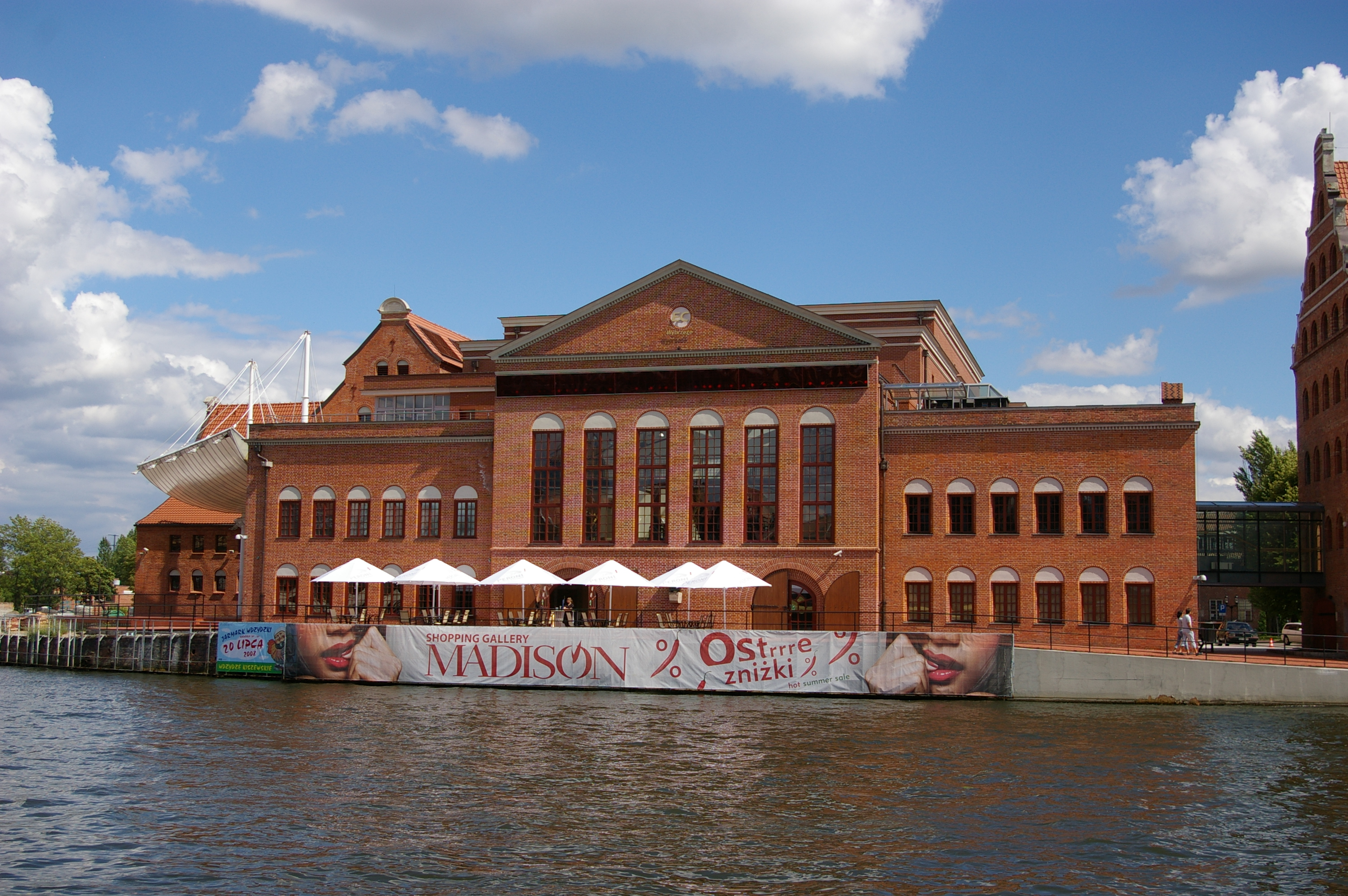
Вид на будівлю Балтійської філармонії з Мотлави

Будівля, в якому знаходиться Балтійська філармонія, була побудована в 1897—1898 роках як електростанція. Фасад будівлі був виконаний в неоготичному стилі. Електростанція функціонувала до 1996 року, після чого будівля була перебудована під потреби філармонії. Перший концерт на новому місці відбувся в 2002 році, а ще через чотири роки, в 2006 році, реконструкція була повністю закінчена.
Після реконструкції будівля філармонії має чотири концертних зали: великий концертний зал на 1100 місць, камерний зал на 180 місць, джазовий зал на 200 місць і так званий «Дубовий зал» на 100 місць. Крім того, для культурних заходів використовується фоє площею 1700 м². У приміщенні філармонії діють також студія звукозапису і картинна галерея.
У липні 2010 року в будівлі Польської Балтійської філармонії пройшла щорічна міжнародна конференція Фонду «Вікімедіа» — Вікіманія-2010.